# ناصر سدوس
ناصر سدوس لاعب سعودي سابق
هو ناصر عبد الله محمد الدوسري، لاعب سابق في نادي الرياض اشتهر باسم «سدوس» ويقال ان سبب التسمية لان جده محمد كان يذهب لقرية سدوس التي تبعد 70 ك عن العاصمة الرياض وحينما كان يسألون ناصر عنه يقول دائما انه في سدوس فأصبحوا ينادوه بهذا الاسم.
ناصر لديه شقيق اسمه سعد الدوسري توفي عام 1425هـ وكان لاعب في أندية نادي الرياض ونادي الاهلي ونادي الهلال ومثل المنتخب السعودي.

## مسيرة ناصر الرياضية
وكان سدوس قد بدأ مسيرته الكروية في نادي الرياض منذ عام 1403 حيث تدرج من فئة الناشئين بالنادي إلى أن وصل إلى الفريق الكروي الأول وحقق معه كأس الاتحاد السعودي للموسم 1414ـ1415 وكأس ولي العهد الموسم الرياضي 1414ـ 1415.
انضم للمنتخب السعودي لفئة الناشئين والشباب، وشارك في عدة بطولات خارجية وشارك مع المنتخب السعودي الأول في بطولة كأس العرب التي أقيمت في المغرب عام 1985 وشارك مع المنتخب السعودي الأول في البطولة الأفروآسيوية ضد المنتخب الكاميروني عام 1986 وانضم لمعسكر المنتخب الأول قبل نهائيات كأس العالم 1994 بأمريكا.
وفي عام 1420 توقف عن الركض في الملاعب الكروية؛ بعدها اتجه الدوسري إلى سلك التدريب وبدء في تدريب الفئات السنية لكرة القدم بنادي الرياض.

## حفل تكريم
في عام 1433هـ أقام عضو الشرف نادي الرياض ورئيسه السابق ماجد الحكير احتفال مصغر له في مقر نادي الرياض شهد إجراء لقاء على هامشه بين نجوم الرياض السابقين والحاليين وشهد حضور شخصيات رياضية ولاعبين سابقين حيث قاموا بتكريمه.

## إسهاماته مع نادي الرياض
- الحصول على كأس ولي العهد عام 1414
- المركز الثاني في كأس دوري خادم الحرمين الشريفين عام 1414
- الحصول على كأس الاتحاد السعودي 1415
- وصيف كأس ولي العهد 1415
- بطولة النخبة العربية المركز الثاني 1416
- المشاركة مع الرياض في كأس الكؤوس الآسيوية 1416 عندما أقصى كاظمة الكويتي وتأهل لنصف النهائي ليلاقي الطلبة العراقي ولكن انسحب الرياض من البطولة.